# Diócesis de Iliturgi
La Sede titular de Iliturgi es una diócesis titular católica creada por Benedicto XVI en 2009. La sede permanece vacante desde el 25 de septiembre de 2018, fecha en que su último titular, Ángel Fernández Collado, fue nombrado nombrado obispo de Albacete.

## Historia
La diócesis de Iliturgi data del siglo I, siendo su primer obispo san Eufrasio. Hacia el año 250 es suprimida estableciéndose en la nueva diócesis de Tucci. En febrero de 2009 fue restaurada como Sede Episcopal titular de Iliturgi.

## Episcopologio
- Ángel Fernández Collado (28 de junio de 2013- 25 de septiembre de 2018)
- Gábor Mohos (4 de octubre de 2018)